# Mark Jakowlewitsch Asbel
Mark Jakowlewitsch Asbel (russisch Марк Яковлевич Азбель, englisch Mark Azbel; * 12. Mai 1932 in Charkow, Ukrainische SSR, Sowjetunion; † 31. März 2020 in Israel) war ein sowjetisch-israelischer Physiker und Hochschullehrer.

## Leben
Asbel, Sohn einer jüdischen Arztfamilie, lebte 1941–1944 während des Deutsch-Sowjetischen Krieges mit seiner Familie in der Evakuierung in Sibirien. Zurück in Charkow besuchte er die Mittelschule und begann 1948 das Physik-Studium an der Universität Charkow. Nach dem Diplomabschluss lehrte er Mathematik an der Abendschule. Daneben absolvierte er die Aspirantur und wurde 1955 zum Kandidaten der Physikalisch-Mathematischen Wissenschaften (Promotion A) promoviert.
1955 begann Asbel seine wissenschaftliche Arbeit im Charkower Physikalisch-Technischen Institut. 1957 verteidigte er erfolgreich bei Lew Landau und Pjotr Kapiza im  Institut für Physikalische Probleme der Akademie der Wissenschaften der UdSSR (dem späteren Kapiza-Institut) seine Dissertation und wurde zum Doktor der Physikalisch-Mathematischen Wissenschaften promoviert. 1964 wechselte er als Professor an die Lomonossow-Universität Moskau und leitete daneben eine Abteilung im Landau-Institut für Theoretische Physik. Ein Arbeitsschwerpunkt war die Zyklotronresonanz. In der immer noch gehaltenen Vorlesung über dynamische Eigenschaften von Magnetmaterialien wird die Zyklotronresonanz als Asbel-Kaner-Resonanz angesprochen. Zusammen mit Ilja Lifschiz und Moissei Kaganow verfasste Asbel die Monografie Elektronentheorie der Metalle.
1972 beantragte Asbel die Ausreise nach Israel. 1973 erhielt er einen Ruf an die Universität Tel Aviv, worauf er seine Vorlesungen per Telefon hielt. Er beteiligte sich an der Refusenik-Bewegung und redigierte zwei Jahre lang die politisch-literarische Zeitung Juden in der UdSSR, die der Physiker Alexander Woronel gegründet hatte (1975 nach Israel emigriert). Asbel emigrierte 1977 nach Israel und wurde Professor an der Universität Tel Aviv.
Er starb am 31. März 2020 im Alter von 87 Jahren.